# ONE 159
ONE 159: de Ridder vs. Bigdash fue un evento de deportes de combate producido por ONE Championship llevado a cabo el 22 de julio de 2022, en el Singapore Indoor Stadium en Kallang, Singapur.

## Historia
Una pelea por el Campeonato Mundial de Peso Mediano de ONE entre el actual campeón Reinier de Ridder y el ex-campeón Vitaly Bigdash encabezó el evento.
Una pelea por el Campeonato Mundial Interino de Muay Thai de Peso Átomo de ONE entre la campeona de Campeona Mundial de Kickboxing de  Peso Átomo de ONE Janet Todd y Lara Fernández sirvió como evento coestelar.
Actualización de la cartelera
Una pelea de Muay Thai de Peso Ligero entre Sinsamut Klinmee y el ex-retador al título de kickboxing de peso ligero de ONE Islam Murtazaev estaba programada para el evento. Sin embargo, Murtazaev se retiró de la pelea por una emergencia familiar y fue reemplazado por Liam Nolan.

## Resultados
1. ↑  Por el Campeonato Mundial de Peso Mediano de ONE.
2. ↑  Por el Campeonato Mundial Interino de Muay Thai de Peso Átomo Femenino de ONE.

## Bonificaciones
Los siguientes peleadores recibieron bonos de $50.000.
- Actuación del Noche: Reinier de Ridder, Danial Williams y Sinsamut Klinmee